# 창원 김씨
창원 김씨(昌原金氏)는 경상남도 창원시를 본관으로 하는 한국의 성씨이다.
시조 김을진(金乙珍)은 김알지의 후손으로, 고려에서 금자광록대부(金紫光祿大夫) 태자첨사(太子詹事)를 지냈으며 홍건적과의 전투에서 공을 세워 회원군(檜原君)에 봉해졌다.

## 참고 자료
- “창원김씨(昌原金氏)”. 뿌리를 찾아서.[깨진 링크(과거 내용 찾기)]